# Francisco Pavia
Francisco Pavia ist ein brasilianischer Straßenradrennfahrer.
Francisco Pavia fährt seit 2009 für die brasilianische Mannschaft Scott-Marcondes Cesar-São José dos Campos. In seinem ersten Jahr dort gewann er bei dem uruguayischen Etappenrennen Rutas de América das dritte Teilstück in Paysandú und den ersten Teil der fünften Etappe nach Trinidad. In der Gesamtwertung belegte Pavia am Ende den achten Platz hinter dem Sieger Hernán Cline.

## Erfolge
2009
- zwei Etappen Rutas de América